# Liste de cryptologues
Un cryptologue est un spécialiste en cryptologie, il étudie et conçoit les méthodes de chiffrement. Il analyse également les algorithmes et les implémentations afin de valider leur sécurité et assurer la confidentialité, l'authenticité et l'intégrité des informations protégées.
Si « cryptologue » et « cryptographe » sont souvent utilisés comme synonymes, « cryptologue » a un sens plus large car ce terme sous-entend également un travail de cryptanalyse alors que le « cryptographe » conçoit les techniques destinées à protéger les informations sans pour autant essayer de les déjouer.

## Cryptologues antérieurs auXXesiècle

### IIesiècleav. J.-C.
- Polybe, grec

### IXesiècle
- Al-Kindi, arabe

### XIVesiècle
- Gabriele de Lavinde, italien

### XVesiècle
- Leone Battista Alberti, italien
- Abd Allah al-Qalqashandi, égyptien
- Cicco Simonetta, italien

### XVIesiècle
- Giovanni Soro, italien
- Johannes Trithemius, allemand
- Giovan Battista Bellaso, italien
- Giambattista della Porta, italien
- Thomas Phelippes, anglais au service de Francis Walsingham, cassa le code de Mary Stuart par une analyse fréquentielle
- Marnix van St Aldegonde, néerlandais
- Blaise de Vigenère, français
- François Viète, français

### XVIIesiècle
- Francis Bacon, anglais
- Antoine Rossignol, français
- John Wallis, anglais

### XVIIIesiècle
- Edward Willes, anglais

### XIXesiècle
- Charles Babbage, anglais
- William F. Friedman, américain
- Lyon Playfair, anglais
- Friedrich Kasiski, polonais
- Auguste Kerckhoffs, hollandais
- Charles Wheatstone, britannique

## Cryptologues duXXesiècle

### DébutXXesiècle
- Nigel de Grey, GB, a joué un important rôle dans le décryptage du Télégramme Zimmermann.
- Georges Painvin, a cassé le Chiffre ADFGVX durant la Première Guerre mondiale.
- Joseph Mauborgne, US.
- Marian Rejewski, un mathématicien et cryptologue polonais impliqué dans la première attaque contre Enigma.
- Alastair Denniston, GB, directeur du GC & CS, situé à Bletchley Park, durant la Seconde Guerre mondiale.
- William F. Friedman, US, SIS, a introduit des méthodes statistiques dans la cryptographie.
- Solomon Kullback, US, SIS.
- Dillwyn Knox, GB, Room 40 and GC & CS, a cassé des protocoles d'Enigma dans de nombreuses situations.
- Leo Marks, GB, SOE.
- John Joseph Rochefort, US, s'impliqua pour casserJN-25, un code naval japonais, après l'attaque de Pearl Harbor.
- Frank Rowlett, US, SIS, chef de l'équipe ayant cassé Purple.
- Jerzy Różycki, Pologne, Biuro Szyfrów, impliqué dans la cryptanalyse d'Enigma.
- Laurance Safford, US, cryptographe dans l'US Navy.
- Lester Hill, US
- Alan Mathison Turing, Père de l'informatique, et impliqué dans le projet Colossus
- Abraham Sinkov, US, SIS.
- John Tiltman, Brigadier, GB, GC & CS, Bletchley Park, GCHQ, NSA.
- Alan Mathison Turing, GB, Bletchley Park, Bletchley Park.
- William Tutte, GB, Bletchley Park, a cryptanalysé la machine Lorenz SZ 40/42 grâce au Colossus (ordinateur).
- Gordon Welchman, GB, directeur du Bletchley Park.
- Herbert Yardley, US, MI8, auteur du livre "The American Black Chamber".
- Henryk Zygalski, Pologne, Biuro Szyfrów, impliqué dans la cryptanalyse d'Enigma.
- Lambros D. Callimahos, US, NSA, a travaillé avec William F. Friedman à la NSA.
- Rosario Candela, US.
- Elizebeth Friedman, US.
- Claude Elwood Shannon, US, fondateur de la Théorie de l'information.

### Moderne

#### Cryptographie symétrique
- Ross Anderson, GB, Université de Cambridge, co-inventeur du chiffrement du Serpent.
- Paulo S. L. M. Barreto, Brésilien, Université de São Paulo, co-inventeur de la fonction de hachage Whirlpool.
- George Blakley, US, inventeur du Secret réparti.
- Don Coppersmith, co-inventeur des chiffrements DES et MARS (cryptographie).
- Joan Daemen, Belge, co-développeur de Rijndael qui est devenu depuis AES.
- Horst Feistel, US, travaillant pour IBM, a donné son nom aux Réseaux de Feistel.
- Lars Knudsen, Danemark, co-inventeur du chiffrement du Serpent.
- Ralph Merkle, US, inventeur de la Construction de Merkle-Damgård.
- Bart Preneel, Belge, co-inventeur du RIPEMD-160.
- Vincent Rijmen, Belge, co-développeur de Rijndael qui est devenu depuis AES.
- Ronald Rivest, US, MIT, inventeur du chiffrement RC5 et de la fonction de hachage MD5.
- Bruce Schneier, US, inventeur du Blowfish et co-inventeur du Twofish.
- Adi Shamir, israélien, Institut Weizmann, inventeur du Secret réparti.
- Jacques Stern, français, ÉNS.

#### Cryptographie asymétrique
- Leonard Adleman, US, USC, le 'A' de RSA.
- David Chaum, US.
- Whitfield Diffie, US, co-inventeur du protocole d'échange de clé de Diffie-Hellman.
- Taher Elgamal, US, inventeur du cryptosystème El Gamal.
- Marc Girault, Français, le 'G' dans GPS
- Shafi Goldwasser, US et Israël, MIT and Institut Weizmann, théoricienne autour du principe de Preuve à divulgation nulle de connaissance.
- Martin Hellman, US, co-inventeur du protocole d'échange de clé de Diffie-Hellman.
- Neal Koblitz, figure phare de la Cryptographie sur les courbes elliptiques.
- Alfred Menezes, co-inventeur de MQV.
- Silvio Micali, US (né italien), MIT, théoricien autour du principe de Preuve à divulgation nulle de connaissance.
- Victor Miller, figure phare de la Cryptographie sur les courbes elliptiques.
- Michael O. Rabin, inventeur du Cryptosystème de Rabin
- Ronald L. Rivest, US, MIT, le 'R' dans RSA.
- Adi Shamir, Israel, Weizmann Institute, le 'S' dans RSA.

#### Cryptanalystes
- Ross Anderson, GB
- Eli Biham, Israel, théoricien de la Cryptanalyse différentielle
- Matt Blaze, US
- Dan Boneh, US, Université Stanford
- Niels Ferguson, Holland.
- Ian Goldberg, US
- Lars Knudsen, Danemark, DTU, père fondateur de la Cryptanalyse intégrale
- Paul Kocher, US, travaux sur la DPA
- Mitsuru Matsui, Japon, père fondateur de Cryptanalyse linéaire
- Walter Penney, US, NSA, connu pour le paradoxe (ou jeu) de Penney.
- David Wagner, US, UC Berkeley, co-inventeur de l'Attaque boomerang
- Xiaoyun Wang, Chine, connue pour MD5.

#### Théoriciens de la théorie des nombres algorithmique
- Daniel J. Bernstein, US, connu pour l'affaire Bernstein v. United States.
- Don Coppersmith, US

#### Théoriciens
- Mihir Bellare, US, UCSD, a proposé le modèle de l'oracle aléatoire.
- Gilles Brassard, Canada, Université de Montréal. Père fondateur de la Cryptographie quantique.
- Claude Crépeau, Canada, Université McGill.
- Oded Goldreich, Israel, Weizmann Institute, auteur de Foundations of Cryptography.
- Shafi Goldwasser, US et Israel.
- Silvio Micali, US.
- Rafail Ostrovsky, US, UCLA.
- Charles Rackoff, théoricien autour du principe de Preuve à divulgation nulle de connaissance.
- Phillip Rogaway, US, UC Davis, a proposé le modèle de l'Oracle (machine de Turing) aléatoire.
- Gustavus Simmons, US, Laboratoires Sandia, théorie de l'authentification.

#### Cryptographes affiliés à un gouvernement
- Clifford Cocks, GB, GCHQ, travaux antérieurs et similaires à RSA.
- James H. Ellis, GB, GCHQ, idée la cryptographie asymétrique.
- Malcolm Williamson, GB, GCHQ, travaux antérieurs et similaires à Diffie-Hellman.

#### Cryptographes affiliés au monde de l'entreprise
- Bruce Schneier, US, auteur de Cryptographie appliquée.
- Scott Vanstone, Canada, fondateur de Certicom autour de la Cryptographie sur les courbes elliptiques.